# انل آمریکای شمالی
انل آمریکای شمالی (به انگلیسی: Enel North America) یک شرکت آمریکایی است که دفتر مرکزی آن در اندوور، ماساچوست، ایالات متحده آمریکا است. این شرکت بهره‌بردار از انرژی‌های تجدیدپذیر در آمریکای شمالی، به عنوان یک شرکت تابعه از شرکت بین‌المللی Enel SpA است که در سال ۲۰۰۰ تشکیل شد.
این شرکت در ایالات متحده و کانادا، از طریق کسب و کارهای انرژی‌های تجدیدپذیر و خدمات انرژی، با ظرفیتی بیش از ۹٫۶ گیگاوات فعالیت می‌کند که ۱۶۰۰۰۰ ایستگاه شارژ خودروی برقی، ۴٫۷ گیگاوات ظرفیت پاسخگویی به تقاضای برق و ۱۴ سیستم ذخیره انرژی باتری و در مجموع ۱۴۱۶مگاوات ساعت ظرفیت در حال ساخت یا در حال بهره‌برداری می‌باشد.
این شرکت با بیش از ۴۵۰۰ کسب و کار و شرکت‌های آب و برق شهری، در آمریکای شمالی فعالیت می‌کند.

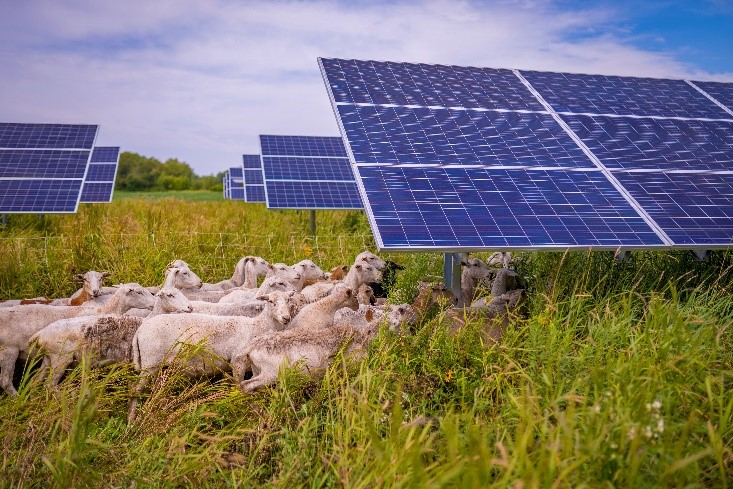
مزرعه خورشیدی انل آمریکای شمالی در مینه سوتا

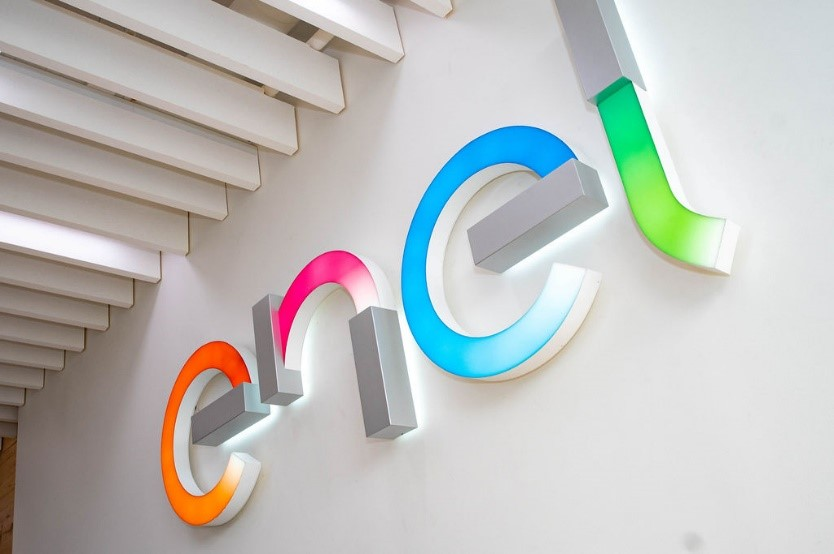
دفتر مرکزی انل آمریکای شمالی در آندوور